# Teishi av Japan
Teishi av Japan, född 1013, död 1094, var en japansk kejsarinna, gift med sin kusin kejsar Go-Suzaku.
Hon genomgick sin myndighetsceremoni vid tio års ålder, och fick då titeln Första prinsessa. Vid fjorton års ålder 1027 gifte hon sig med sin syssling, tronföljaren. 
År 1036 besteg hennes make tronen och hon fick titeln kejsarinna följande år, 1037. Samma år utnämndes hennes makes andra hustru Fujiwara no Genshi till andra kejsarinna. Genshi blev kejsarens favorit, och Teishi förbjöds tillgång till det Inre Palatset. När Genshi avled 1039, återfick Teishi tillstånd att vistas i det Inre Palatset. 
Hon blev änka 1045. Hon fick titeln storänkekejsarinna 1052, och senior storänkekejsarinna 1068. När hennes son blev kejsare 1069 blev hon nunna under namnet Yōmeimon-in.